# Euphyia biangulata
Euphyia biangulata là một loài bướm đêm thuộc họ Geometridae. Nó được tìm thấy ở hầu hết châu Âu.
Sải cánh dài 25–30 mm. Con trưởng thành bay từ the end of tháng 6 đến tháng 8. Có một lứa một năm.
Ấu trùng ăn các loài Stellaria, bao gồm Stellaria media. Ấu trùng có thể tìm thấy từ tháng 7 đến tháng 9. Loài này qua mùa đông dưới dạng nhộng.

## Phụ loài
- Euphyia biangulata biangulata
- Euphyia biangulata picata (Hübner, 1813)
- Euphyia biangulata baltica (Prout, 1938)

## Hình ảnh

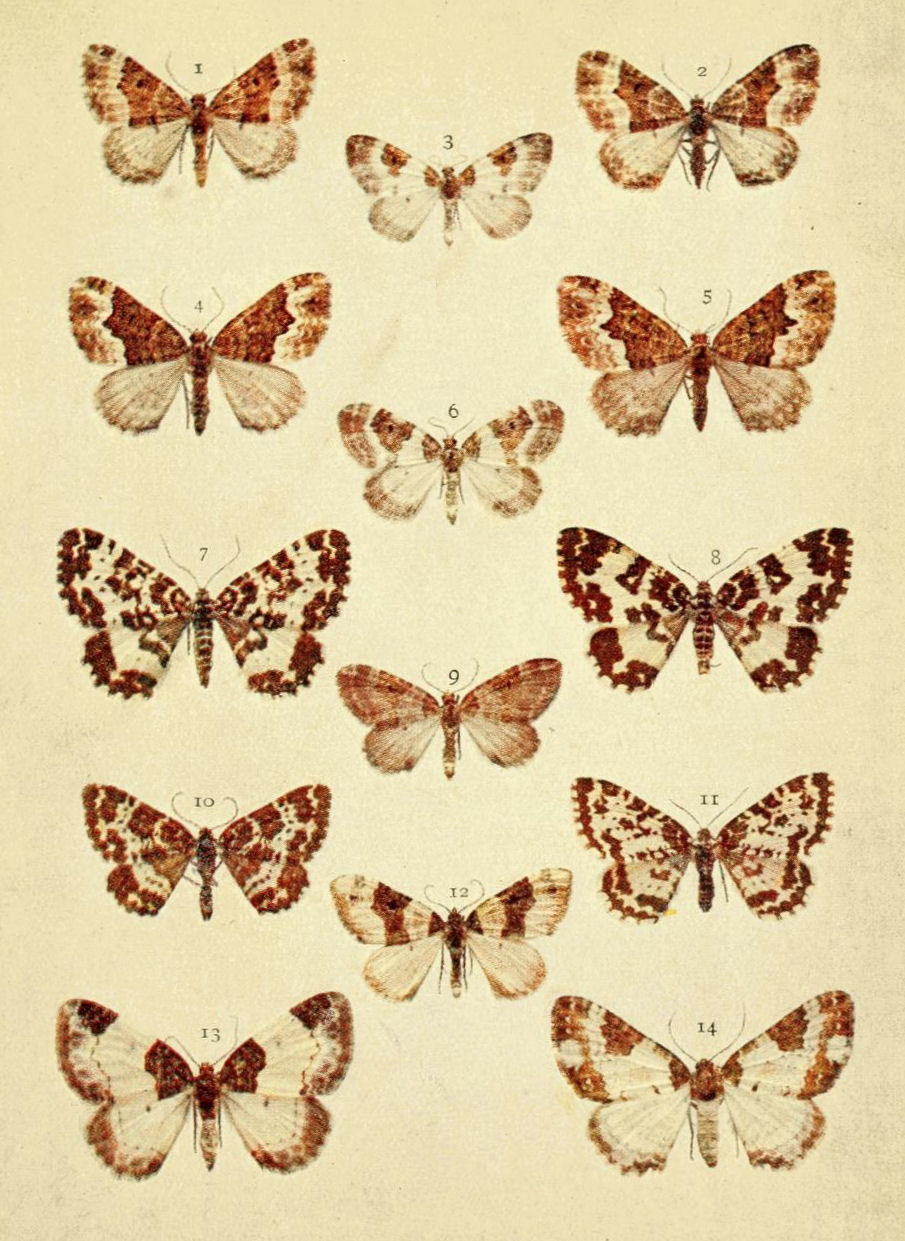